# Grędzice (Ostrów Mazowiecka)
Pour les articles homonymes, voir Grędzice.
Grędzice (prononciation : [ɡrɛnˈd͡ʑit͡sɛ]) est un village polonais de la gmina de Szulborze Wielkie dans le powiat d'Ostrów Mazowiecka de la voïvodie de Mazovie dans le centre-est de la Pologne.
Il se situe à environ 3 kilomètres à l'ouest de Szulborze Wielkie (siège de la gmina), 21 kilomètres à l'est d'Ostrów Mazowiecka (siège du powiat) et à 101 kilomètres au nord-est de Varsovie (capitale de la Pologne).
Le village compte approximativement une population de 150 habitants en 2006.

## Histoire
De 1975 à 1998, le village appartenait administrativement à la voïvodie de Łomża.